# Église Saint-Michel de Lawarde-Mauger
L'église Saint-Michel de Lawarde-Mauger est une église catholique située à Lawarde-Mauger, sur le territoire de la commune de Lawarde-Mauger-l'Hortoy dans le département de la Somme, au sud d'Amiens.

## Historique
L'église de Lawarde-Mauger a été détruite, tout comme l'ensemble du village, dans les combats de juin 1940. Elle fut reconstruite après la Seconde Guerre mondiale.

## Caractéristiques

### Extérieur
L'église de Lawarde-Mauger est construite en brique. Elle se compose d'un vaisseau unique comprenant la nef et la chœur se terminant par une abside arrondie.

### Intérieur
Sur le maître-autel, on a replacé le retable de la Passion de l'ancienne église. Le retable du XVIe siècle se compose de plusieurs tableaux. De gauche à droite sont sculptées : l’arrestation de Jésus au jardin des Oliviers, la Flagellation, la Crucifixion, la Mise au tombeau. et la Résurrection. À l'arrière plan, sont sculptés des paysages avec le couronnement d’épines et la présentation de Jésus à Ponce-Pilate. Le retable est protégé en tant que monument historique au titre d'objet, en 1898

## Photos

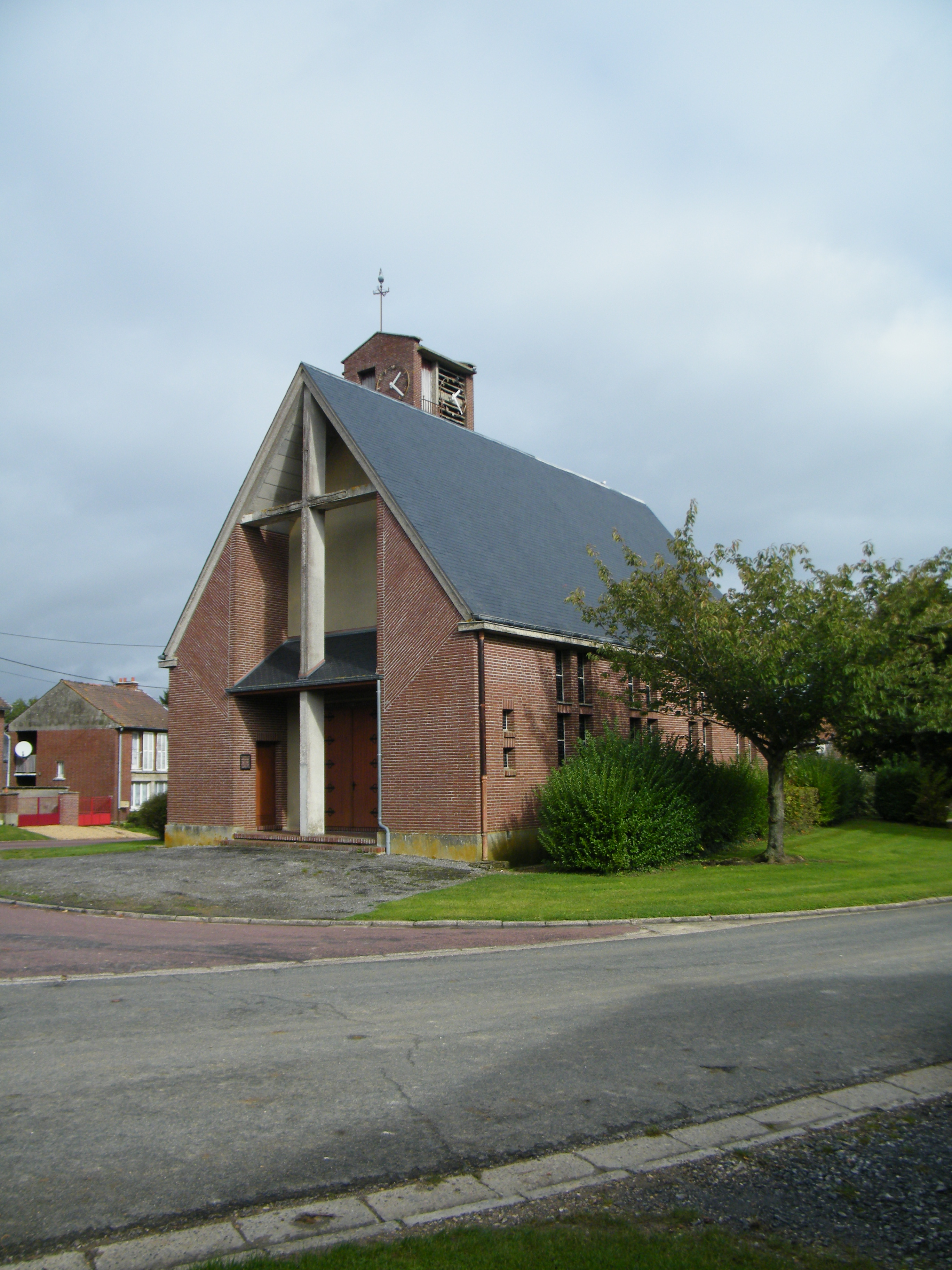
Saint-Michel.
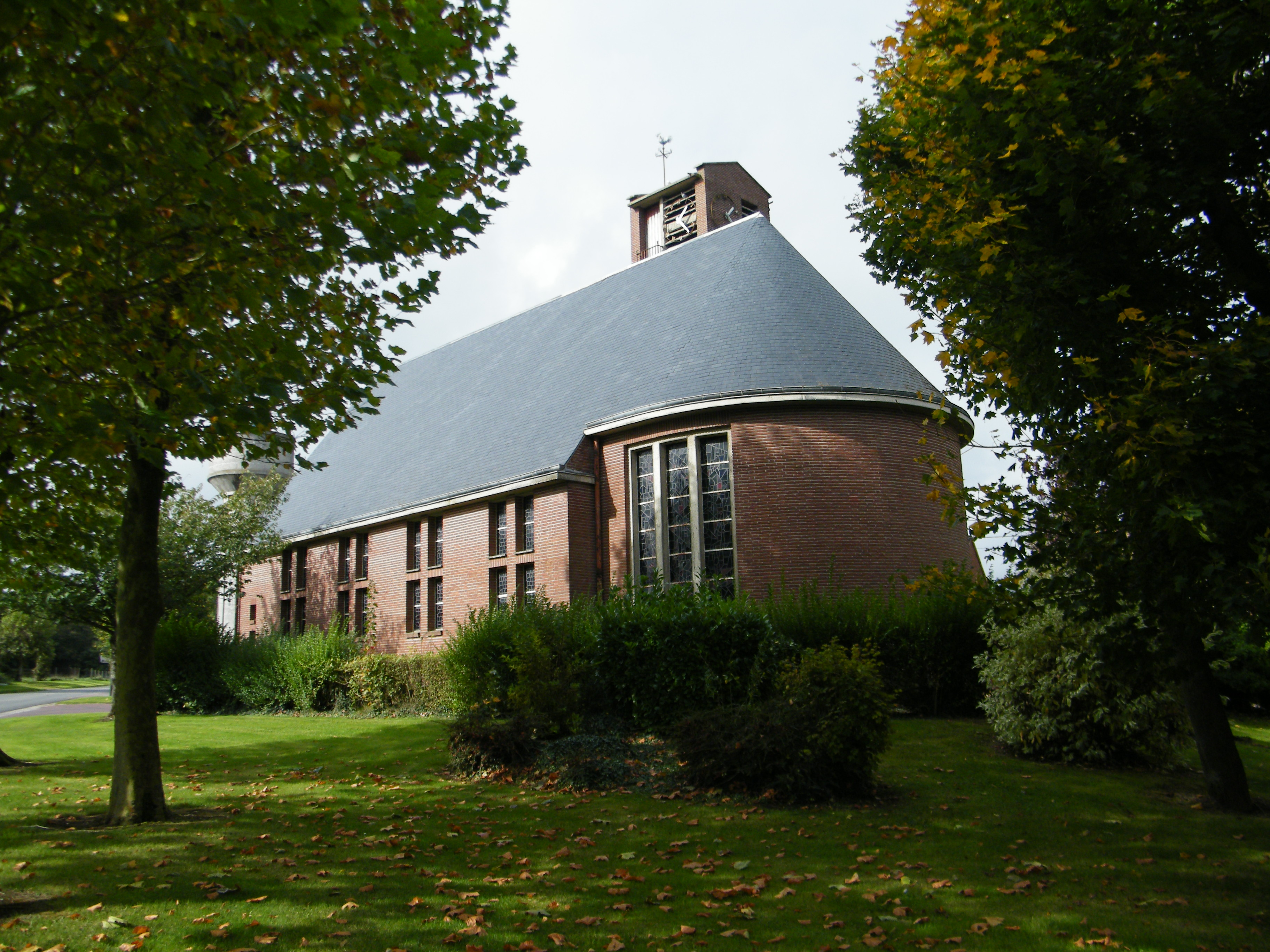
Chevet de Saint-Michel.
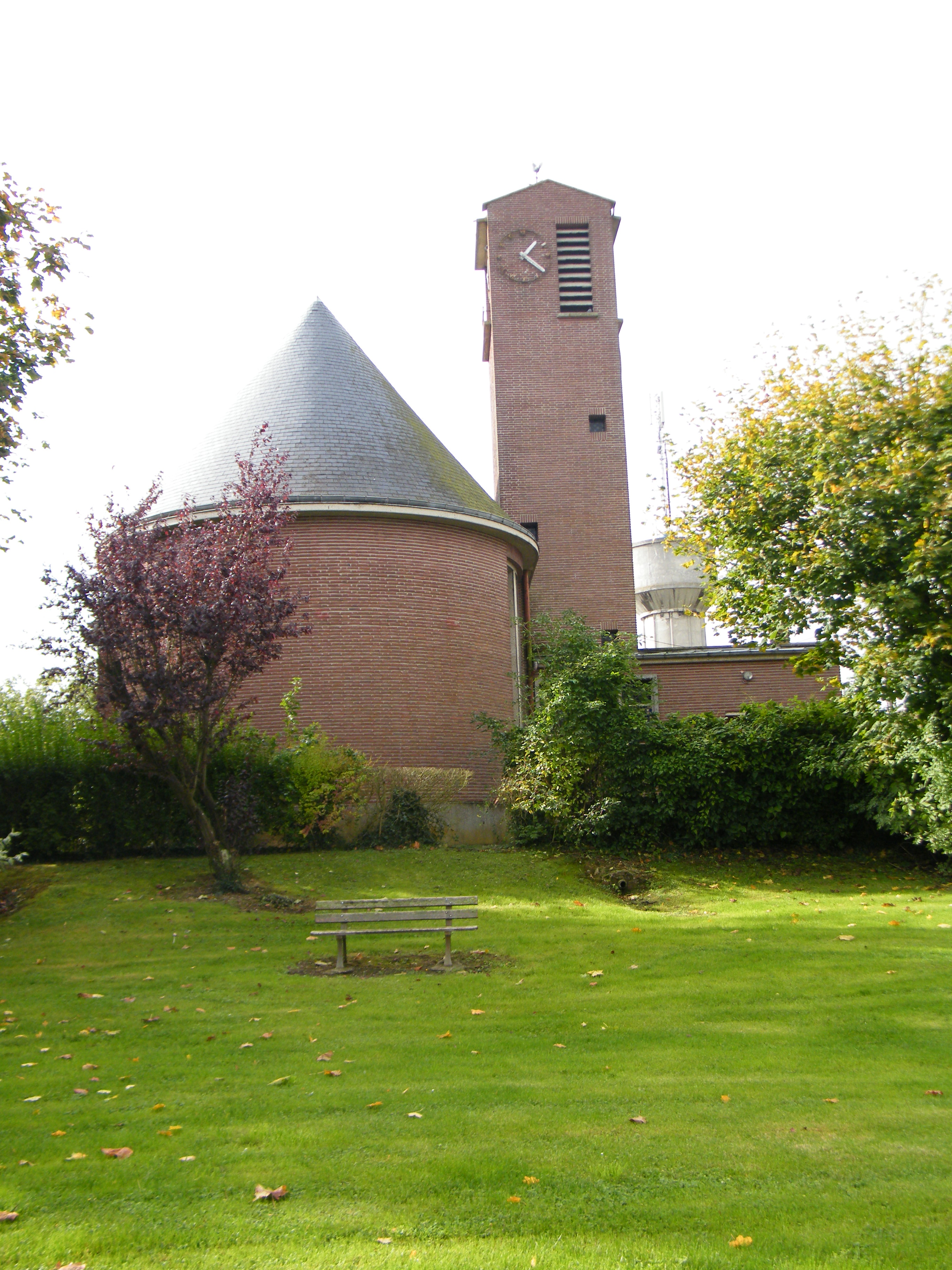
Saint-Michel, le clocher.